# Colistina
La colistina (polimixina E) es un antibiótico polimixina producido por ciertas cepas de la bacteria Paenibacillus polymyxa var. colistinus. La colistina es una mezcla de polipéptido cíclico colistin A y B. La colistina es efectiva contra todos los bacilos Gram-negativos y es usada como antibiótico polipéptido. Es una de las últimas armas contra bacterias polirresistentes Pseudomonas paraeruginosa y Acinetobacter sp.
Es utilizada como antibiótico en algunos países en la crianza de pollos para consumo humano, mientras que en otros está prohibido, por ejemplo en India y Brasil.

## Administración y dosis

### Formas
Existen dos formas de colistina disponibles comercialmente: colistin y colistimetato sódico (colistin metanosulfonato sódico, colistin sulfometato sódico). Colistin sulfato es catiónico, colistimetato sódico es aniónico; el colistin sulfato es estable, pero el colistinmetato se hidroliza a derivados metanosulfonados. Colistin sulfato y el colistinmetato sódico son eliminados del cuerpo por diferentes rutas. Respecto a la Pseudomonas aeruginosa, el colistinmetato es el profármaco inactivo de colistin. Las dos moléculas no son intercambiables.
- El Colistimetato sódico puede ser usado para tratar infecciones por Pseudomonas aeruginosa en pacientes con fibrosis quística y ha empezado a usarse en infecciones por Acinetobacter multirresistentes pero ya se han encontrado formas resistentes.[5][6] El Colistimetato sódico también ha sido administrado intratecal e intraventricular en meningitis/ventriculitis por Acinetobacter baumanii y Pseudomonas aeruginosa[7][8][9][10] Algunos estudios indican que l Colistina puede ser útil en infecciones por cepas de Acinetobacter baumannii resistentes a carbapenem.[6]
- La Colistina sulfato puede ser usada para tratar infecciones intestinales, o para suprimir la flora colónica. Colistina sulfato es usada también en soluciones tópicas, cremas, polvos y soluciones óticas.

### Dosis
Colistin sulfato y colistimetato sódico pueden ser dados intravenosos, pero la dosificación es complicada. Colistimetato sódico es manufacturado por Axellia (Colomycin ) es prescrita en unidades internacionales, pero el colismetato sódico es manufacturado por Parkdale Pharmaceuticals (Coly-Mycin M Parenteral) y es prescrito en forma de miligramos de colistin base:
- Colomycin 1,000,000 unidades es una preparación inyectable de 80mg , de colistimetato;[11]
- Coly-mycin M 150mg "colistin base" contiene 360mg colistimetato o 4,500,000 unidades.[12]

Porque la colistina fue introducida a la práctica clínica hace 50 años, nunca fue sujeta a las regulaciones que son formuladas para las drogas actuales, por lo que no existen dosis estándar de colistina y no hay experimentos detallados de farmacocinética o biodisponibilidad: la dosis óptima de colistina permanece ignorada para la mayor parte de las infecciones. Colomycin ha sido recomendada en dosis intravenosas de 1 a 2 millones de unidades tres veces al día en pacientes que pesen 60 kg o más con función renal normal, Coly-Mycin ha sido recomendada en dosis de 2.5 a 5mg/kg de colistin base por día, lo cual equivale a 6 -12 mg/kg colistimetato sódico por día. Para un hombre de 60kg , la dosis recomendada de Colomycin es 240 - 480mg de colistinmetato sódico, y la dosis de Coly-Mycin es 360-720mg de colsitinmetato sódico. Similarmente, la dosis máxima recomendada es diferente para cada preparación (480mg para Colomycin y 720mg para Coly-Mycin). Cada país tiene diferentes preparaciones genéricos de colistin y la dosis recomendada depende del fabricante. Esta ausencia completa de estandarización hace de la terapia intravenosa una pesadilla para el médico tratante .
Colistin ha sido usada en combinación con rifampicina, y existe evidencia in-vitro de sinergia, y la combinación ha sido usada satisfactoriamente en pacientes. También existe dicha evidencia in vitro para colistimetato sódico usado en combinación con otros antibióticos antiseudomonas.
El aerosol de Colistinmetato sódico (Promixin; Colomycin Injection) es usado para tratar infecciones pulmonares, especialmente en Fibrosis quística. En el Reino Unido, la dosis recomendada para adultos es de una a dos millones de unidades (80 - 160mg) de colistinmetato nebulizado, dos veces al día.
En pacientes con sobrepeso, el cálculo de la dosis debe basarse en el peso ideal.

## Modo de acción
Colistina es policatiónica y tiene medios hidrófilico y lipófilico . Estos interactúan con la membrana citoplasmática bacteriana , cambiando su permeabilidad. Este efecto es bactericida.

## Resistencia
La resistencia a la Colistina es rara, pero está descrita. Actualmente no hay una forma de encarar la resistencia a la Colistina. La Société Française de Microbiologie usa un límite de 2mg/L, mientras que la British Society for Antimicrobial Chemotherapy utiliza un límite de 4mg/L o menos para sensible y 8mg/mL o más para resistente. No hay estándar norteamericanos para medir la sensitividad a la colistina.

### Bacterias gram negativas excepcionales (inherentemente resistentes a colistina)
- Cocos gram negativos
- Proteus
- Providencia
- Serratia
- Edwardsiella
- Neisseria gonorrhoeae y Neisseria meningitidis
- Moraxella catarrhalis
- Helicobacter pylori
- Brucella
- Elizabethkingia meningoseptica
- Chryseobacterium indologenes
- Burkholderia cepacia
- Algunas cepas de Stenotrophomonas maltophilia[21]

### Gram negativos con resistencia variable a colistin
- Aeromonas
- Vibrio
- Prevotella
- Fusobacterium

## Farmacocinética
No existe absorción clínica útil de colistina desde el tracto gastrointestinal . Para infecciones sistémicas , la colistina debe ser administrada por via parenteral.
Colistimetato es eliminado por los riñones, pero la colistina se supone que es eliminada por un mecanismo no-renal que todavía no está caracterizado.

## Reacciones adversas
La principal toxicidad descrita en el tratamiento intravenoso es la nefrotoxicidad (asociado a un cambio en la permeabilidad de membrana) y neurotoxicidad (daño a los nervios), pero esto puede ser dado por las dosis altas que se suministran, las cuales son bastante más altas que las sugeridas por el manufacturador y no se ajustan a daño renal previo. Efectos Neuro- y Nefrotóxicos parecen ser pasajeros y pasan con la cesación de la terapia o la disminución de la dosis.
Una dosis de 160mg de colistimetato IV cada 8 horas , hay escasa nefrotoxicidad. Realmente, la colistina aparentemente tiene menor toxicidad que los aminoglicósidos que la reemplazan , y puede extenderse por periodos superiores a 6 meses sin efectos patológicos.
La principal toxicidad descrita en forma de aerosol es el broncoespasmo la cual puede ceder con administración de beta2-agonistas como el salbutamol o siguiendo un protocolo de desensibilización.